# Rothof (Bischberg)

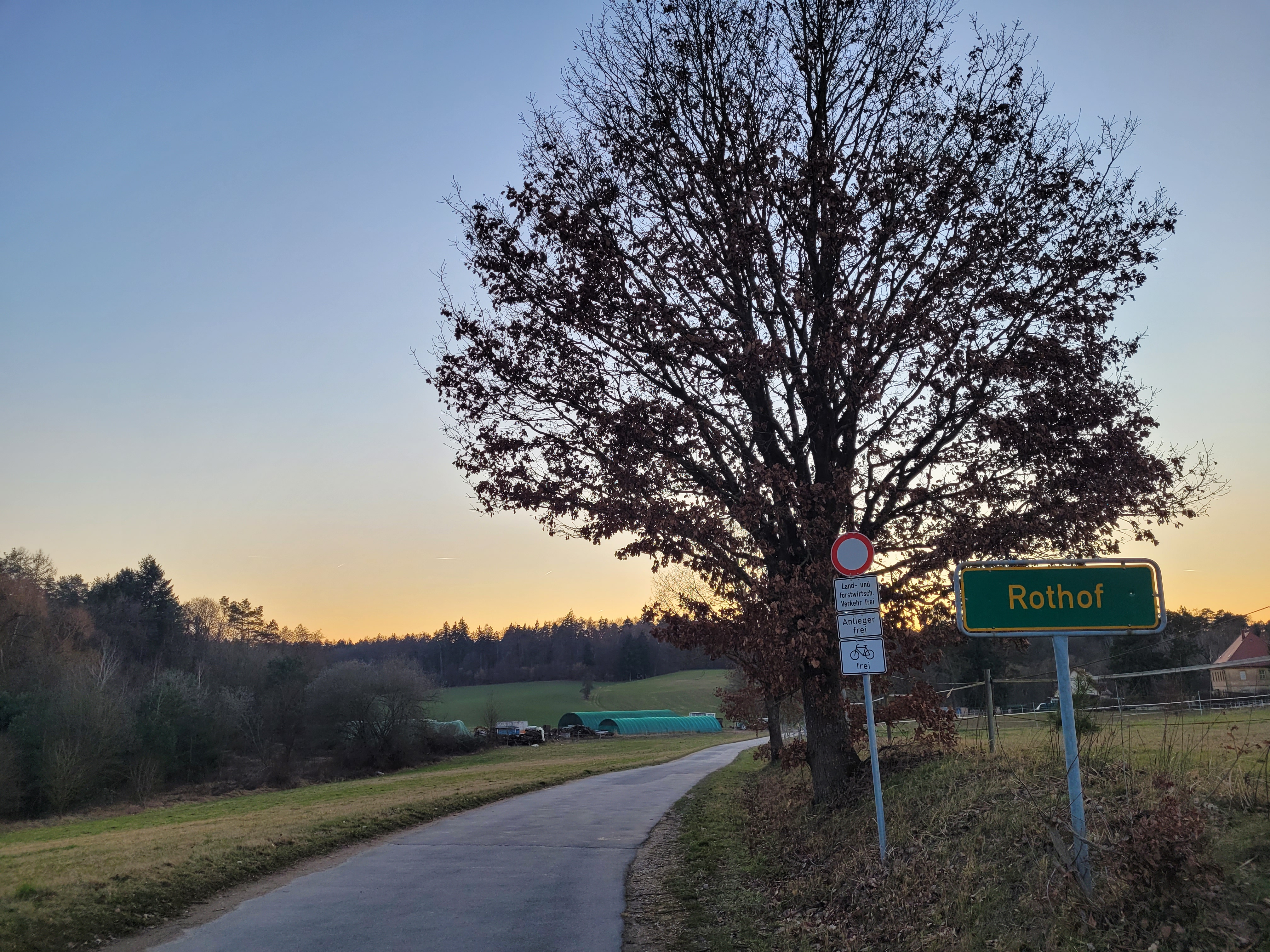
Eingang Gemeindeteil Rothof von Gaustadt kommend 2022

Rothof, gelegentlich auch Rothhof geschrieben, ist ein Gemeindeteil der Gemeinde Bischberg im Landkreis Bamberg (Oberfranken, Bayern).

## Lage
Der Einödhof liegt im Norden des Rothofen Waldes auf der Gemarkung Bischberg an der östlichen Gemeindegrenze zur Bamberger Gemarkung Gaustadt.

## Namensgebung
Der Name entstand durch die Rodung des Waldes und nicht durch die Farbgebung wie bei dem gleichnamigen Hof zwischen Bamberg und Wildensorg, der Mitte der 1960er Jahre abgebrochen wurde.

## Geschichte

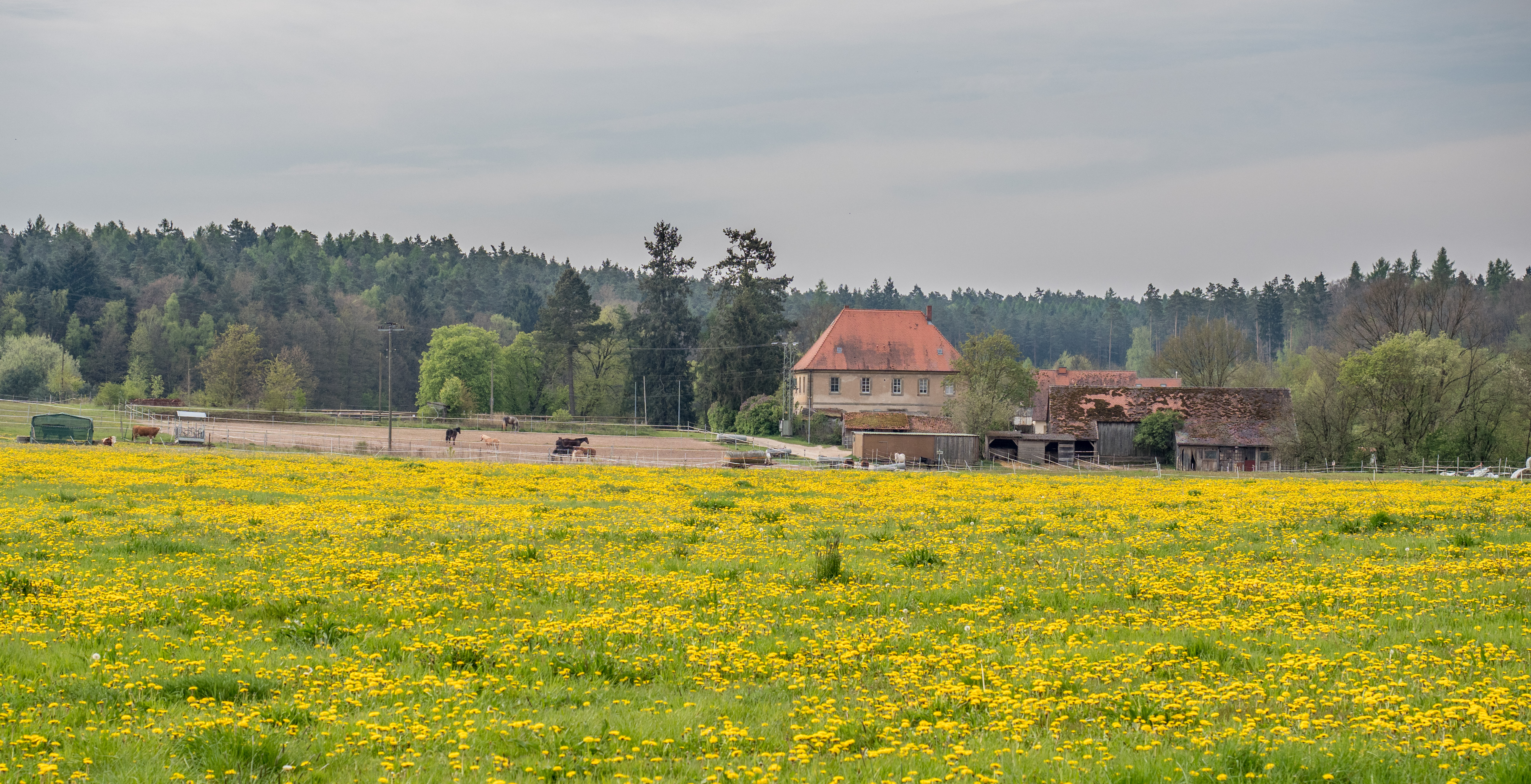
Bischberg Rothof

Als erster Besitzer wurde der Bamberger Bürger Konrad Haller (* 1355; † 1433) genannt. Im Besitz dieser Familie verblieb der Hof bis 1455, als ihn das Katharinenspital in Bamberg für 650 rheinische Gulden erwarb. Der Bauernhof war ein Pachthof des Katharinenspitals. Ein Fischweiher wurde erstmals 1486 genannt. Während des Dreißigjährigen Krieges (1618–1648) wurde der Aussiedlerhof, der 1607 als Schlösschen bezeichnet wurde, nicht bewirtschaftet. Der Baukomplex überstand den Glaubenskrieg unbeschadet. Im Jahr 1710 wurden die Gebäude saniert. Wohl irreparable Schäden legten den Gedanken an einen Neubau nahe.

## Neubau
Vom Frühjahr bis zum Winter des Jahres 1739 wurde das heute noch stehende Haus unter der Leitung des fürstbischöflichen Hofarchitekten Johann Jakob Michael Küchel errichtet (* 1703; † 1769). Es ist ein zweigeschossiger Walmdachbau mit Ecklisenen aus Sandstein. Erst zehn Jahre später wurde das Gebäude innen bezugsfähig ausgebaut. Die endgültige Größe des Gutshofs mit Wagenhalle, Pferdestall etc., wie er noch bis etwa 1970 bestand, erhielt Rothhof im Jahr 1784. Das Gebäude ist ein gelistetes Baudenkmal.

## Nach der Säkularisation
Nach Auflösung des Hochstifts und der Säkularisation des Katharinenspitals in Bamberg, in dessen Eigentum der Bauernhof 348 Jahre lang war, gelangte er 1803 in den Besitz des bayerischen Staates, der ihn 1911 an den Landwirt Johann Brahmann veräußerte. Dieser richtete eine Gastwirtschaft darin ein, die in den 2000er Jahren aufgegeben wurde.